# Тартюф, или Обманщик
«Тартю́ф, или Обма́нщик» — комедийная пьеса Мольера, написанная в 1660-х годах в трёх последовательных вариантах. Сохранившаяся третья редакция написана александрийским стихом. Пьеса широко ставилась на сценах театров по всему миру и сохраняется в репертуаре до нашего времени. Её заглавный персонаж стал классическим образцом лицемерия и ханжества.

## Сюжет
Действие происходит в Париже, в доме господина Оргона. К нему в доверие втирается человек по имени Тартюф. Оргон смотрит на Тартюфа, как на чудо: скромный, благородный, набожный, бескорыстный. Домочадцев, пытающихся доказать ему, что Тартюф вовсе не так свят, как кажется, Оргон считает неблагодарными и погрязшими в грехах людьми. В ослеплении пребывает и госпожа Пернель, мать Оргона, которая видит в Тартюфе «наставленника на путь истинный». Все остальные — сын и дочь Оргона, его вторая жена со своим братом, даже его служанка — возмущены тем, как легко хозяин поверил лицемерным кривляниям. Мнимый святоша демонстративно молился перед Оргоном в церкви и тем самым заинтересовал его, а Оргон, узнав о нищете Тартюфа, пригласил его жить к себе. С тех пор лицемер взял здесь всё в свои руки. В доме под запретом балы, так как это исток всех сплетен и, к тому же, происки дьявола; супруга Оргона чрезмерно опекается гостем, который охраняет её от внимания мужчин; и даже свадьба дочери Марианы с её возлюбленным Валером почему-то откладывается Оргоном. Когда шурин, Клеант, пытается поговорить с ним об этом, Оргон уходит от ответа. Оказывается, Оргон желает породниться с Тартюфом и готов выдать Мариану за него против её воли. Поражённая Мариана не находит слов, а Дорина, служанка, изо всех сил вразумляет Оргона — Тартюф ей не партия, он нищ, потому что растерял все свои поместья, но, несмотря на это, продолжает хвалиться своим дворянским происхождением, да и как будешь верной такому нескладному на вид мужу? Однако Оргон и слышать ничего не желает. Наедине Дорина укоряет Мариану в бездействии и слепом дочернем подчинении глупому желанию отца. Мариана робка, но Дорина раскрывает ей все «прелести» брака с Тартюфом, и девушка соглашается быть твёрдой.
Валер приходит к невесте, и после долгих издевательских реплик они уверяют друг друга в любви. Дорина поддерживает их и обещает поддержку со стороны всей семьи. Дамис, сын Оргона, — запальчивый молодой человек и не может совладать с собой, когда видит лицемерие Тартюфа. Дорина тщетно старается его увещевать и в итоге раскрывает свои наблюдения: Тартюф, кажется, влюблён в его мачеху и хотел бы соблазнить её за спиной у отца. Эльмира, мачеха, относится к детям мужа, как к родным, и стоит за их счастье, поэтому просит Тартюфа о важном разговоре. Из-за того, что разговор происходит наедине, Тартюф решает воспользоваться случаем и рассказывает ей о своём влечении, предлагая все мыслимые удовольствия от их тайной связи. Эльмира холодно отказывает ему и грозится, что передаст всё мужу, и испуганный Тартюф с надеждой взывает к её мягкости. Та соглашается молчать о его пылком признании, а взамен требует незамедлительно организовать свадьбу Марианы и её жениха. Но Дамис, подслушавший их разговор, врывается в комнату в самое неподходящее время и радуется, что теперь сможет унизить святошу в глазах отца. Никакие уговоры Эльмиры не убеждают его в молчании, и пришедший Оргон узнаёт из уст сына о сластолюбии своего «друга». Хитрым способом Тартюф заставляет Оргона поверить ему, а не Дамису. Это приводит к тому, что Оргон прогоняет Дамиса из дома и лишает его наследства, а затем в порыве чувств переписывает всё имущество на одного лишь Тартюфа, чтобы «поставить семью на место» и показать, кто тут хозяин.
Клеант также просит у Тартюфа встречи и взывает к его христианской доброте, о которой тот всё время говорит, на что Тартюф ловко объясняет шаткую причину, почему он не может противиться воле здешнего хозяина. Затем оставшаяся семья дружно пытается образумить Оргона, и Эльмира предлагает ему посмотреть, как будет себя вести Тартюф, когда останется с ней один на один. Оргон соглашается только потому, что не верит ни единому слову и хочет увидеть, как они потерпят крах. Все уходят, Оргон прячется под скатерть стола, а Эльмира принимает Тартюфа снова. Она делает вид, словно влюбилась в него в ответ, и придумывает, будто растерялась перед разоблачением Дамиса, поэтому и не защитила Тартюфа перед мужем. Она также якобы не хотела свадьбы Марианы, чтобы Тартюфу не надо было делить любовь сразу на двух избранниц. Попавшийся на уловку Тартюф не скрывает своей страсти и на этот раз и вдруг натыкается на появившегося Оргона. Тот в ярости приказывает ему убираться из дома, но Тартюф заявляет, что дом теперь принадлежит ему, и ещё неизвестно, кто отсюда уберётся. Опустошённый Оргон только сейчас понимает, как был слеп и какую допустил оплошность. Положение ухудшает и то, что Оргон неосмотрительно поручил на хранение Тартюфу документы его друга-мятежника, участника давнишнего неудачного восстания. Чиновник господин Лояль, подкупленный Тартюфом, прибывает сюда, чтобы выгнать их, но «великодушно» даёт им время до утра. Дамис возвращается к отцу, попавшему в беду, и мирится с ним, а пришедший вслед за этим Валер сообщает, что ему известно об указе арестовать Оргона именем короля. Он предлагает Оргону сбежать, но тут приходят Тартюф и офицер, желая привести указ в исполнение. Неожиданно офицер арестовывает самого Тартюфа и говорит, что король (под которым подразумевается Людовик XIV) смог узнать в нём известного мошенника и позволил ему оклеветать Оргона, только чтобы он сам себя унизил своей ложью. Помня все заслуги Оргона, король прощает ему и хранение документов мятежника, а дарственную Тартюфу велит считать недействительной. Оргон и его близкие радуются, и пьеса заканчивается объявлением свадьбы Марианы и Валера.

## Персонажи
- Госпожа Пернель — мать Оргона
- Оргон
- Эльмира — вторая жена Оргона
- Дамис — сын Оргона
- Мариана — дочь Оргона, влюблённая в Валера
- Валер — молодой человек, влюблённый в Мариану
- Клеант — брат Эльмиры
- Тартюф — мнимый святоша
- Дорина — горничная Марианы
- Флипота — служанка госпожи Пернель
- Господин Лояль — судебный пристав (фр. loyal, законный). Мольер умышленно даёт это имя человеку, подкупленному Тартюфом.
- Офицер

## История
Первая редакция комедии, ещё трёхактная, под заглавием «Le Tartuffe ou l’Hypocrite», была поставлена в Версале в 1664 году, но вскоре оказалась под запретом — предположительно из-за давления тайного религиозного «Общества Святых даров». Она не сохранилась, но известно, что в ней сам Тартюф был священником, а у Оргона ещё не было дочери. Вторую, несколько смягчённую пятиактную редакцию Мольер написал в 1667 году, переименовав заглавного персонажа в Панюльфа и сделав его светским лицом. Несмотря на большой успех, пьеса «Панюльф, или Обманщик» после первого же представления также была запрещена. Ныне знаменитая третья редакция была представлена на сцене и напечатана в 1669 году и только при жизни Мольера прошла на сцене Пале-Рояля 77 раз. 

## Постановки
- 1-я ред. (3 акта — «Тартюф, или Лицемер») — 1664;
- 2-я ред. (5 актов — «Обманщик») — 1667;
- 3-я ред. (5 актов — «Тартюф») — 1669.

Постановка труппы Мольера в 1-й ред. — 12 мая 1664 в Версале, во 2-й ред. — 5 августа 1667 в театре «Пале-Рояль», в 3-й ред. — 5 ноября 1669.

### Переводы и переложения на русский язык
- И. Кропотов, под названием «Тартюф, или Лицемер» (прозаический). — М., 1757.
- Н. И. Хмельницкий, «Тартюф», 1789.
- А. М. Пушкин, «Ханжеев, или Лицемер» (с заменой имён на русские), 1809.
- А. С. Норов, «Фарисеев, или Лицемер» (переделка на русские нравы), 1832.
- В. С. Лихачёв, «Тартюф, или Обманщик», 1887.
- М. Л. Лозинский, «Тартюф, или Обманщик», в кн.: Ж. Б. Мольер, т. 1. — М., 1957.
- М. А. Донской, «Тартюф, или Обманщик», 1972.

### Постановки в России
Первое представление на русской сцене — 22 ноября 1757 года в Петербурге, 21 апреля 1761 — в Москве.
- 1939 — спектакль в МХАТ (Москва), режиссёры — М. Н. Кедров и В. О. Топорков
- 1968 — спектакль в Театре на Таганке (Москва), режиссёр — Юрий Любимов
- 1981 — спектакль в МХАТ (Москва), режиссёр — Анатолий Эфрос
- 2004 — спектакль в МХТ им. А. П. Чехова (Москва), режиссёр — Нина Чусова
- 2006 — спектакль в Ленкоме (Москва), режиссёр — Владимир Мирзоев
- 2008 — спектакль в Вологодском драмтеатре, режиссёр — Зураб Нанобашвили
- 2008 — спектакль в Молодёжном театре на Фонтанке (Санкт-Петербург), режиссёр — Андрей Андреев
- 2010 — спектакль в Астраханском драматическом театре, режиссёр — Станислав Таюшев
- 2011 — спектакль в Театре на Малой Бронной (Москва), режиссёр — Павел Сафонов
- 2011 — спектакль в Красноярском театре имени Пушкина, режиссёр — Роман Феодори
- 2012 — спектакль в Омском государственном Северном драматическом театре имени М. А. Ульянова (г. Тара), режиссёр — Константин Рехтин
- 2014 — спектакль в Театре на Покровке (Москва), режиссёр — Сергей Посельский
- 2014 — спектакль в Волжском Драматическом театре (Волжский), режиссёр — Александр Майнин
- 2015 — спектакль в Театре имени Пушкина (Москва), режиссёр — Брижит Жак-Важман
- 2016 — спектакль в Электротеатре Станиславский (Москва), режиссёр — Филипп Григорьян
- 2016 — спектакль в Нижнетагильском драмтеатре, режиссёр — Ринат Фазлеев
- 2017 — спектакль в Забайкальском драмтеатре (Чита), режиссёр — Николай Гадомский
- 2018 — спектакль в Малом театре (Москва), режиссёр — Владимир Драгунов
- 2018—2019 — спектакль в Театре юношеского творчества (Санкт-Петербург), режиссёр — Дмитрий Лавров
- 2020 — спектакль в Театре на Таганке (Москва), режиссёр — Юрий Муравицкий[3]
- 2020 — спектакль в Тюменском Большом драматическом театре, режиссёр — Александр Баргман
- 2021 — спектакль в Самарском академическом театре драмы им. М. Горького, режиссёр — Александр Кузин
- 2022 — спектакль в Магнитогорском театре драмы, режиссер — Екатерина Половцева
- 2023 ― спектакль в Молодёжном театре Республики Коми (Сыктывкар), режиссёр ― Андрей Андреев
- 2023 ― спектакль в Когалымском филиале Малого театра, режиссёр-постановщик — заслуженный артист России Владимир Драгунов
- 2023 ― спектакль в театре «Шумный Дом» (Москва), режиссёр ― Алексей Шумилин
- 2023 ― спектакль в Академическом русском театре драмы им. Г. Константинова (Йошкар-Ола), режиссёр-постановщик ― Пётр Орлов

### Постановки в Узбекистане
- 2023 — спектакль в Театре Ильхом (Ташкент)

## Экранизации
- 1926 — «Тартюф» / Tartuffe (Германия) — реж.: Фридрих Вильгельм Мурнау.
- 1965 — «Тартюф» (фильм, 1965) (Бельгия)
- 1971 — «Тартюф» / Tartuffe (Франция) — реж.: Марсель Кравенн
- 1984 — «Тартюф» / Le tartuffe (Франция) — реж.: Жерар Депардьё.
- 1987 — «Тартюф» (фильм, 1987) (Норвегия) — реж.: Ола Б. Йоханнссен.
- 1989 — «Тартюф» фильм-спектакль МХАТа. постановка Анатолия Эфроса
- 1992 — «Тартюф» (Музыкальный фильм) — реж.: Ян Фрид. В главных ролях: Михаил Боярский — Тартюф
- 1998 — «Тартюф» / Tartuffe ou L’imposteur (Франция) — реж.: Жорж Бенсуссан. В главных ролях: Филипп Торретон — Тартюф

## Вариации на тему пьесы Мольера
В 1792 году Пьер-Огюстен Бомарше создал пьесу «Преступная мать, или второй Тартюф», где в облике одного из главных героев — Бежеарса — попытался заново воспроизвести черты мольеровского героя. В 1847 году Карл Гуцков создаёт пьесу о Мольере «Прообраз Тартюфа», где образ главного героя его комедии играет довольно значительную роль.